# 曾家镇 (镇坪县)
曾家镇，是中华人民共和国陕西省安康市镇坪县下辖的一个乡镇级行政单位。
2015年，陕西省民政厅批复同意撤销洪石镇，并入曾家镇。

## 行政区划
曾家镇下辖以下地区：
宏伟村、琉璃村、星明村、光华村、向阳村、阳河村、花坪村、金坪村、鱼坪村、花桥村、文溪村、千山村、五星村、青台村、洪联村、胜利村、桃花村、上湾村、洪阳村、大堰村、云雾村和仁河村。